# Tristan en prose

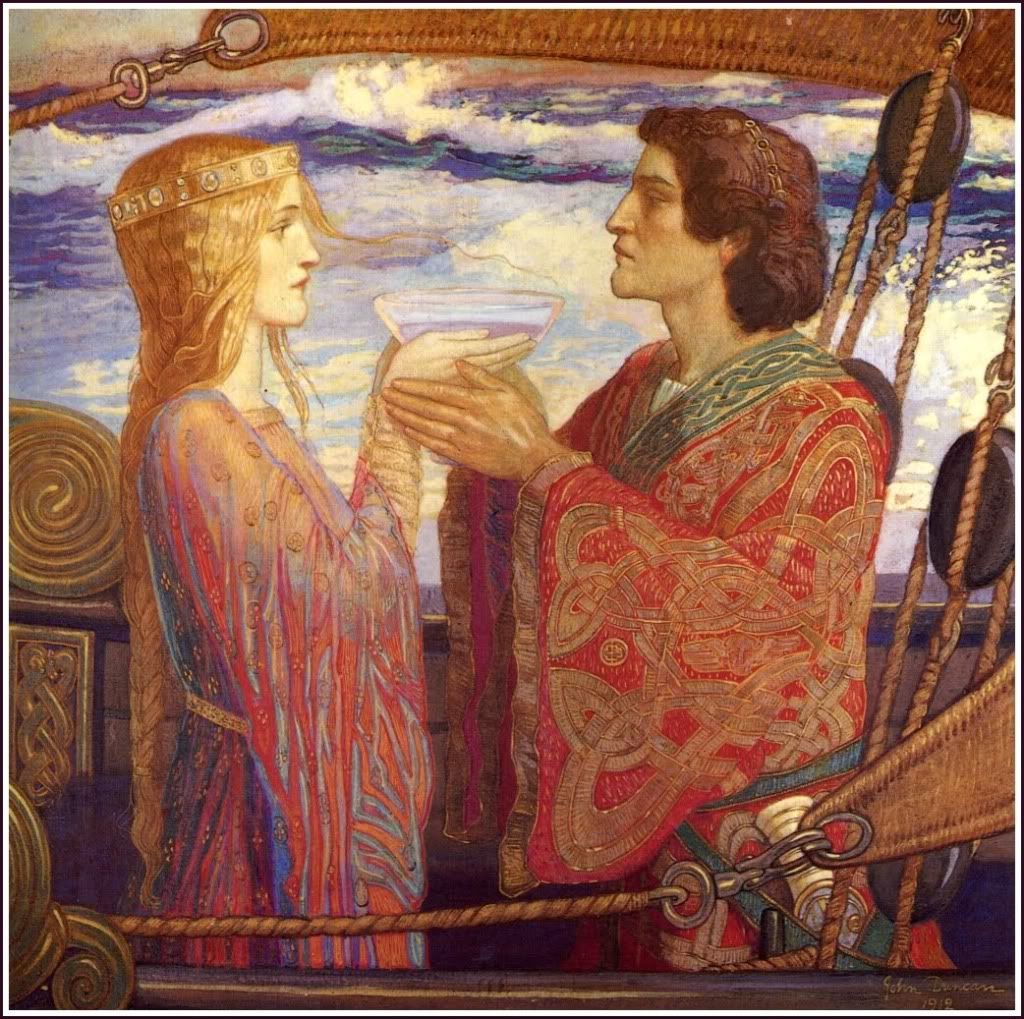
Tristan et Iseult, tableau de John Duncan

Le Tristan en prose est une longue relation en prose française (contenant néanmoins des passages lyriques) de l’histoire de Tristan et Iseult, et le premier roman de Tristan qui le relie au cycle arthurien.
On y retrouve, particulièrement vers la fin, l’influence du cycle de la Vulgate et il a à son tour été intégré dans le cycle Post-Vulgate. C’est une des sources de Le Morte d'Arthur de Thomas Malory. Palamède, Dinadan et Lamorak, qui y font leur apparition, seront repris dans d'autres fictions. 
Selon le prologue, la première partie (avant la quête du Graal), dont la date de rédaction est estimée entre 1230 et 1235, est attribué à Luce de Gat, inconnu en dehors de cette mention. Cette partie semble avoir été remaniée et développée après 1240. Un second auteur se présente dans l’épilogue comme Helie de Boron, neveu de Robert de Boron ; il déclare avoir pris la suite de Luce, et avoir travaillé comme lui d’après un original en latin. Cette affirmation et l’identité des auteurs ont été mises en doute par des spécialistes,.

## Éditions
Eilert Löseth a publié en 1890 un résumé et une analyse de tous les manuscrits connus. Renée L. Curtis et Philippe Ménard ont édité la version longue : R. Curtis a travaillé à partir du manuscrit Carpentras 404 et suit Tristan depuis ses origines familiales jusqu’à l’épisode de sa folie ; P. Ménard a dirigé plusieurs équipes de spécialistes travaillant sur le manuscrit Vienne 2542 ; son édition prend la suite de celle de R. Curtis, depuis la quête du Graal jusqu’à la mort de Tristan et Iseult et la décadence du royaume arthurien. Une version courte sans la quête du Graal a été publiée par Joël Blanchard.

## Contenu
Bien qu’il soit généralement en prose, ce Tristan contient des parties lyriques (poèmes ou chants) exprimant divers sentiments, qui l’ont fait comparer à une opérette ou à une comédie musicale,. 
La première partie rappelle clairement les œuvres antérieures (Béroul, Thomas d'Angleterre), avec néanmoins des différences notables comme l’origine familiale du héros. Le ton est considéré comme plus réaliste. Tristan est emmené en France par son tuteur Governal et grandit à la cour du roi Pharamond. Puis il se rend à la cour de son oncle le roi Marc'h de Cornouailles, qu’il défend contre l’Irlandais Morholt. Blessé, il se rend en Irlande où il est soigné par Iseult. Reconnu comme le meurtrier de Morholt, il est chassé mais revient plus tard déguisé pour demander la main d’Iseult au nom de son oncle. Suit l’épisode bien connu du philtre et le début de l’idylle de Tristan et Iseult, qui le fait bannir chez le roi Hoël de Bretagne dont il épouse la fille - appelée aussi Iseult.
La suite est parsemée d’épisodes qui relient Tristan au cycle arthurien. Dans la version longue, Tristan quitte la Bretagne et retourne auprès d’Iseult la blonde, tout en conservant une étroite relation avec Kahedin, le frère de sa femme abandonnée. Il devient chevalier de la Table Ronde, reprenant le siège de Morholt, et se lance dans la quête du Graal, qui semble entièrement reprise du Lancelot-Graal. Les manuscrits qui ne comprennent pas la quête du Graal conservent la fin d'origine ; dans les versions longues, Tristan est tué par le roi Marc'h alors qu'il joue de la harpe pour Iseult, qui meurt immédiatement après.